# Chipre en el Festival de la Canción de Eurovisión 2023
Chipre participará en el LXVII Festival de la Canción de Eurovisión, que se celebrará en Liverpool, Reino Unido del 9 al 13 de mayo de 2023, tras la imposibilidad de Ucrania de acoger el concurso por la victoria de Kalush Orchestra con la canción «Stefania». La Radiofonikó Ídryma Kýprou (CyBC) (Corporación Chipriota de Radiodifusión en español), radiodifusora encargada de la participación chipriota en el festival, decidió utilizar un sistema de elección interna para elegir a su representante en el concurso eurovisivo. 
En octubre de 2022, la CyBC anunció que el cantante greco-australiano Andrew Lambrou fue seleccionado como el representante chipriota en el festival. Su tema, la balada épica «Break a Broken Heart» fue publicada el 2 de marzo de 2023.

## Representante para Eurovisión

### Final Nacional
En septiembre de 2021, la discográfica Panik Records anunció que colaborarían con CyBC para seleccionar al representante chipriota para el Festival de Eurovisión 2023 a través de una final nacional. El CEO de Panik Records declaró:

«Puedo decir que nosotros como PANIK hemos hablado con la CyBC, el canal estatal de Chipre, y asumiremos la representación del país en Eurovisión en 2023. Así que quien gane en el nuevo talent show que estamos preparando, representará a Chipre en Eurovisión en 2023. Lo considero un premio muy fuerte, que traerá muy buenas propuestas».
CEO de Panik Records

Después del Festival de Eurovisión 2022, la prensa greco-chipriota comenzó a reportar que el concurso All Together Now sería el formato a utilizar para seleccionar al representante chipriota en Eurovisión. Sin embargo, poco después, en verano de 2022 la prensa reportó que ya no sería utilizado dicho método por uno de selección interna, como venía haciendo Chipre desde 2016.

### Elección Interna
Chipre confirmó la utilización de una elección interna con apoyo de la discográfica Panik Records el 29 de julio de 2022. El 17 de octubre de 2022, la CyBC confirmó al cantante australiano-chipriota Andrew Lambrou como su representante en el festival de Eurovisión. El cantante previamente había participado en la preselección australiana de 2022, Australia Decides, con el tema «Electrify». El 21 de noviembre se reportó que Lambrou se encontraba en Estocolmo para grabar su candidatura, siendo confirmados como parte del equipo de compositores, los suecos Jimmy Jansson, Thomas Stengaard, Jimmy Thörnfeldt y Marcus Winther-John. Así mismo, en esos días se confirmó que Lambrou había firmado contrato con la discográfica Panik Records.En un principio, la publicación de la canción estaba prevista para enero de 2023. El 21 de febrero de 2023, fue publicado a través de TikTok un fragmento de 30 segundos del tema, titulado «Break a Broken Heart». Finalmente, el 2 de marzo de 2023, fue publicada la canción junto a su videoclip oficial a través del canal de YouTube de Panik Records.

## En Eurovisión
De acuerdo a las reglas del festival, todos los concursantes deben iniciar desde las semifinales, a excepción del anfitrión (en este caso, Reino Unido), el ganador del año anterior, Ucrania y el Big Five compuesto por Alemania, España, Francia, Italia y el propio Reino Unido. En el sorteo realizado el 31 de enero de 2023, Chipre fue sorteada en la segunda semifinal del festival. En este mismo sorteo, se determinó que participaría en la primera mitad de la semifinal (posiciones 1-8). Semanas después, ya conocidos los artistas y sus respectivas canciones participantes, la producción del programa dio a conocer el orden de actuación, determinando que el país participaría en la sexta posición, después de Bélgica y precediendo a Islandia.
Los comentarios para Chipre correrán por parte de Melina Karageorgiou y Alexandros Taramountas en la transmisión por televisión. El portavoz de la votación del jurado profesional chipriota será por undécima ocasión Loukas Hamatsos.

### Semifinal 2
Andrew Lambrou tomará parte de los ensayos los días 1 y 5 de mayo así como de los ensayos generales con vestuario de la segunda semifinal los días 10 y 11 de mayo. Chipre se presentará en la posición 6, después de Bélgica y antes de Islandia.